# Rabalderstræde
"Rabalderstræde" er sang indspillet af det danske band Gasolin'. Sangen er skrevet af Larsen-Jönsson/Gasolin'-Mogensen. 
"Rabalderstræde" blev oprindeligt udgivet på A-siden af en single i 1975 med "Kvinde min" på B-siden. Singlen udkom kort før udgivelsen af Gasolin's femte album Gas 5, der også inkluderede "Rabalderstræde". Sangen blev et af Gasolin's største hits, og nåede en førsteplads på de danske hitlister. 
Nummeret blev tillige udgivet i en live-version på albummet Live sådan fra 1976 og på livealbummet Gøglernes aften/Live i Skandinavien fra 1978.
Kim Larsen har endvidere udgivet sangen på soloalbummet En lille pose støj, udgivet 2007.
I bydelen Musicon i Roskilde er hovedstrøget opkaldt efter sangen.

## Eksterne links
- Rabalderstræde – Gasolin' på toppen, videnskab.dk Arkiveret 29. december 2011 hos  Wayback Machine
- Musicon i Roskilde

| Musik | Spire Denne musikartikel er en spire som bør udbygges. Du er velkommen til at hjælpe Wikipedia ved at udvide den. |